# خوآن گابریل
خوآن گابریل (انگلیسی: Juan Gabriel؛ ۷ ژانویهٔ ۱۹۵۰ – ۲۸ اوت ۲۰۱۶) موسیقی‌دان، خواننده و ترانه‌سرای اهل مکزیک بود. وی بین سال‌های ۱۹۷۱ تا ۲۰۱۶ میلادی فعالیت می‌کرد. آثار خوآن گابریل از جمله آثار پرفروش موسیقی در آمریکای لاتین به شمار می‌رفت و بیش از ۱۰۰ میلیون نسخه از آلبوم‌های وی در سرتاسر جهان به فروش رسیده است. در سال ۲۰۱۵، بیلبورد نام او را در بین ۳۰ هنرمند تأثیرگذار همه اعصار در آمریکای لاتین قرار داد.